# Kestratherina brevirostris
Kestratherina brevirostris is een  straalvinnige vissensoort uit de familie van koornaarvissen (Atherinidae). De wetenschappelijke naam van de soort is voor het eerst geldig gepubliceerd in 1988 door Pavlov, Ivantsoff, Last & Crowley.
De soort staat op de Rode Lijst van de IUCN als niet bedreigd, beoordelingsjaar 2009.